# Tour of Jamtland
Tour of Jamtland är en cykeltävling både för tävlings- och motionärscyklister i Jämtland. Tävlingen startade sommaren 2010.